# Кулики (Полтава)
Кулики́ — історична місцевість у Подільському районі Полтави, колишнє передмістя. У 1859 році тут налічувалися 81 двір та 360 жителів. На початку XIX століття тут мав хутір Степан Кулик — батько українського поета Василя Кулика. У 1929 році місцевість включена до складу міста.
У 1894 році в передмісті Кулики було відкрите Куликівське кладовище. Але поховання тут здійснювалися з часів існування маєтку Кулики (середина XIX століття). Тут були поховані його власники, а також їх син — український поет Василь Кулик. Серед сучасних поховань — могила Героя Радянського Союзу Василя Анисимова.